# Nexum
Nexum — в римском праве — юридический термин, который в широком смысле означает всякого рода юридические сделки, известные под именем манципаций, в тесном смысле (более употребительном) — договоры займа и другие, предметом которых служили деньги.
Стороны, участвующие в договоре, называются nexi, так как они связаны заключённым обязательством. Как договор, nexum принадлежит к числу так называемых формальных контрактов, при которых обязательство возникает в силу одного лишь совершения установленных действий и произнесения определённых словесных формул. Являясь в начале римской истории одной из немногих договорных сделок квиритского права, nexum впоследствии совершенно выходит из употребления и, подобно другим мансипационным сделкам, обращается в один формальный обряд.